# Disgorge (mexikanische Band)
Disgorge ist eine Death-Metal-Band aus Mexiko, die Ende 1993 gegründet wurde. Die Band versucht nach eigenen Angaben die „härteste Band der Welt“ zu sein. Disgorge spielen chaotischen und komplexen Death Metal.

## Geschichte
Das erste Demo der Band, welches starke Resonanz in der damaligen Szene hervorrief, wurde 1994 veröffentlicht. Ein Jahr später spielte die Band ein zweites Demo mit dem Titel Through the Innards ein. Das dritte Demo mit dem Titel Blood and Pus Emanations erschien 1996. Nach der Veröffentlichung dieses Demos spielte die Band einige Konzerte. Ihr erstes, neun Lieder enthaltendes Album erschien 1997 und trägt den Titel Chronic Corpora Infest.
Nach dem Album spielte die Band noch eine Split-EP mit der Band Squash Bowels ein, dann, im Jahr 2000, erschien das zweite Album Forensick, welches vom spanischen Label Repulse Records veröffentlicht wurde. Ein Jahr später folgte eine weitere Split-EP mit der deutschen Band Cock and Ball Torture, im Anschluss daran die zweite Split-EP mit Squash Bowels. Das Album Necrholocaust wurde 2003 veröffentlicht, darauf folgte 2006 zum einen Live Germany und zum anderen Gore Blessed to the Worms.
Disgorges Besetzung bestand bei der Gründung aus Antimo Buonnano (Gesang, Bass), Edgar (Gitarre) und Guillermo (Schlagzeug). Antimo Buonnano verließ die Band aus persönlichen Gründen und es trat Gerardo als neuer Sänger und Gitarrist hinzu – neben Edgar und Willy (Schlagzeug).

## Diskografie
- 1994: Demo
- 1995: Through the Innards (Demo)
- 1996: Blood and Pus Emanations (Demo)
- 1997: Chronic Corpora Infest
- 1998: Split-EP mit Squash Bowels
- 2000: Forensick
- 2001: Split-EP mit Cock and Ball Torture
- 2003: Necrholocaust
- 2006: Live Germany
- 2006: Gore Blessed to the Worms

Mitwirkung an Tribute-Alben
- 2001: Tribute To Transmetal
- 2001: Tribute To Transmetal (live)
- 2002: Tribute To Carcass
- 2002: Tribute To Regurgitate
- 2003: Tribute To Anarchus